# Legge di Poe
La legge di Poe afferma che «senza un’emoticon sorridente o qualche altro chiaro segno di intenti umoristici, non è possibile scrivere una parodia del fondamentalismo in modo tale che qualcuno non la confonda con il vero fondamentalismo».

## Enunciato
La legge di Poe afferma che in un testo scritto, che quindi è privo degli elementi prosodici della lingua parlata (tono e intonazione), sprovvisto dei loro sostituti grafici (del tipo in uso nelle scritture brevi, come faccine e smiley), sia arduo parodiare il fondamentalismo (o in generale ogni teoria o ipotesi strampalata) partendo dall'elemento da parodiare, poiché sia la parodia sia l'oggetto della stessa sembrano sconclusionati e rischiano di essere confusi l'uno con l'altro. Viceversa il vero fondamentalismo può facilmente essere confuso con la parodia del fondamentalismo stesso.

## Storia
La legge di Poe prende il nome da Nathan Poe, colui che la formulò per la prima volta con un intervento sul sito christianforums.com nel 2005. In origine era riferita al mero dibattito creazionista su evoluzione e creazione, ma in seguito è stata estesa all'area del fondamentalismo religioso e dell'estremismo, sia di destra che di sinistra. L'enunciato della legge si è poi diffuso gradualmente nel tempo ed è stato riformulato in modo da includere ogni tipo di fondamentalismo, sia esso religioso o laico.
Il 23 ottobre 2009 il Daily Telegraph l'ha inclusa tra le dieci regole e leggi di internet, ponendola al secondo posto e specificando che non va confusa con la legge concernente la creazione poetica che prende il nome da Edgar Allan Poe (vedi La filosofia della composizione).